# Новосёлка (Черняховский район)
Новосёлка (укр. Новосілка) — село на Украине, находится в Черняховском районе Житомирской области.
Код КОАТУУ — 1825655101. Население по переписи 2001 года составляет 644 человека. Почтовый индекс — 12305. Телефонный код — 4134. Занимает площадь 1,258 км².

## История
В 1946 году указом ПВС УССР село Нейборн переименовано в Новосёлку.

## Адрес местного совета
12301, Житомирская область, Черняховский р-н, пгт Черняхов, площадь Советов, 2